# Shanghai United FC
Shanghai United Football Club (chiń.上海联城足球俱乐部) – chiński klub piłkarski, mający siedzibę w mieście Szanghaj. Został rozwiązany w 2007 roku i przejęty przez Shanghai Greenland.

## Historia nazw
- 2001-02: Dalian Sidelong (大连赛德隆)
- 2003-04: Zhuhai Anping (珠海安平)
- 2004: Zhuhai Zhongbang (珠海中邦)
- 2004-05: przenosiny do Szanghaju i zmiana nazwy na
Shanghai Zobon (上海中邦)
- 2005: Shanghai Liancheng Zobon (上海联城中邦) (aka Shanghai United)
- 2006-07: Shanghai Liancheng (上海联城)

## Stadion

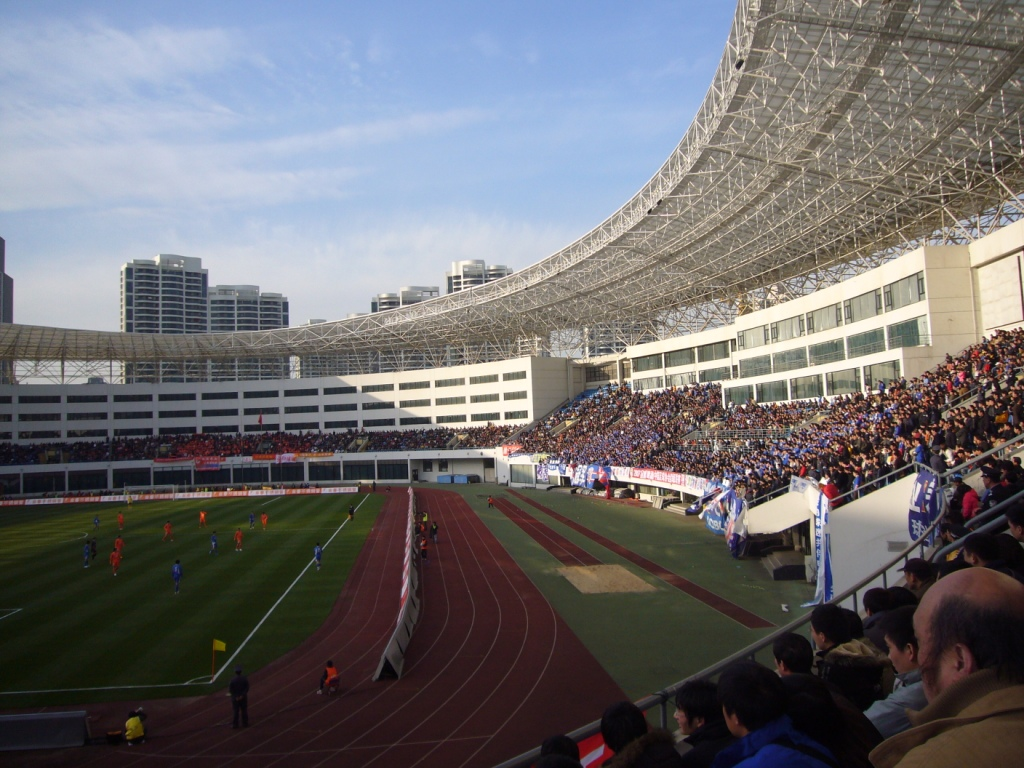
Yuanshen Sports Centre Stadium

Domowe mecze klub rozgrywał na stadionie Yuanshen Sports Centre Stadium w Szanghaju, który mógł pomieścić 16 000 widzów. Stadion był główną areną Igrzysk Azji Wschodniej 1993.

## Sukcesy

### Ligowe
- Jia B/China League One

wicemistrzostwo (1) : 2002, 2004

## Historia występów w pierwszej lidze
| Sezon | Pozycja | M  | Pkt. | Z | R  | P  | GZ | GS |
| ----- | ------- | -- | ---- | - | -- | -- | -- | -- |
| 2005  | 11.     | 26 | 22   | 5 | 7  | 14 | 18 | 35 |
| 2006  | 7.      | 28 | 39   | 9 | 12 | 7  | 32 | 25 |

## Reprezentanci kraju grający w klubie
Stan do rozwiązania zespołu
| - Bian Jun - Fan Zhiyi - Dong Fangzhuo - Jiang Kun - Saul Martinez - Ng Wai Chiu | - Mikałaj Ryndziuk - Shen Si - Qi Hong - Yang Lin - Zhang Xiaorui |